# Oskar Baksalary
Oskar Maria Baksalary (ur. 30 maja 1970 w Poznaniu) – polski fizyk teoretyk, doktor habilitowany nauk fizycznych, nauczyciel akademicki Uniwersytetu im. Adama Mickiewicza w Poznaniu. Specjalizuje się w fizyce ciała stałego.

## Życiorys
Studia z fizyki ukończył na poznańskim UAM w 1995 i na tej uczelni rozpoczął pracę naukową. W 1999 uzyskał stopień doktorski na podstawie pracy Gigantyczny magnetoopór w strukturach wielowarstwowych: zależność kątowa i wpływ procesów rozproszeniowych z odwróceniem spinu, przygotowanej pod kierunkiem prof. Józefa Barnasia. Drugi doktorat uzyskał z matematyki w 2005 broniąc pracy pt. Macierze idempotentne - własności iloczynów, kombinacji liniowych i dopełnień Schura (promotorem był prof. Tomasz Szulc). W okresie 2007–2013 odbył szereg staży na Uniwersytecie w Dortmundzie, gdzie współpracował głównie z prof. Götzem Trenklerem. Habilitował się w 2018 na podstawie oceny dorobku naukowego i pracy pt. Reprezentacje odwrotności Moore'a-Penrose'a macierzy. 
Pracuje jako adiunkt w Zakładzie Fizyki Kwantowej Wydziału Fizyki UAM. Na macierzystym wydziale prowadzi zajęcia z matematyki. 
Swoje prace publikował m.in. w „Linear Algebra and its Applications” oraz „Applied Mathematics and Computation”. W latach 2001–2012 był członkiem kolegium redakcyjnego czasopisma „IMAGE – The Bulletin of the International Linear Algebra Society". Od 2011 należy do redakcji czasopisma „Electronic Journal of Linear Algebra”. 
Oskar Baksalary jest synem matematyka Jerzego Baksalarego.